# Campionati mondiali juniores di biathlon 2017
I Campionati mondiali juniores di biathlon 2017 si sono svolti dal 22 febbraio al 28 febbraio a Brezno-Osrblie, in Slovacchia. Le gare, maschili e femminili, si sono articolate nelle due categorie "Giovani" (fino a 19 anni) e "Juniores" (fino a 21 anni).

## Risultati

### Uomini

#### Categoria "Giovani"

##### Sprint 7,5 km
| Pos. | Atleta                | Nazione   |
| ---- | --------------------- | --------- |
| 1    | Émilien Claude        | Francia   |
| 2    | Serhiy Telen          | Ucraina   |
| 3    | Sivert Guttorm Bakken | Norvegia  |
| 4    | Cedric Christille     | Italia    |
| 5    | Kristijan Stojanow    | Bulgaria  |
| 6    | Danilo Riethmüller    | Germania  |
| 7    | Patrick Braunhofer    | Italia    |
| 8    | Peter Tumler          | Italia    |
| 9    | Jakub Štvrtecký       | Rep. Ceca |
| 10   | Przemysław Pancerz    | Polonia   |

22 febbraio

##### Inseguimento 10 km
| Pos. | Atleta                        | Nazione   |
| ---- | ----------------------------- | --------- |
| 1    | Émilien Claude                | Francia   |
| 2    | Cedric Christille             | Italia    |
| 3    | Danilo Riethmüller            | Germania  |
| 4    | Said Chalili                  | Russia    |
| 5    | Tuomas Harjula                | Finlandia |
| 6    | Sivert Guttorm Bakken         | Norvegia  |
| 7    | Serhiy Telen                  | Ucraina   |
| 8    | Vebjørn Sørum                 | Norvegia  |
| 9    | Jorgen Brendengen Krogsaetter | Norvegia  |
| 10   | Ilja Nowopaschin              | Russia    |

26 febbraio

##### Individuale 12,5 km
| Pos. | Atleta                        | Nazione     |
| ---- | ----------------------------- | ----------- |
| 1    | Leo Grandbois                 | Canada      |
| 2    | Said Chalili                  | Russia      |
| 3    | Danilo Riethmüller            | Germania    |
| 4    | Cedric Christille             | Italia      |
| 5    | Kiryl Zjuryn                  | Bielorussia |
| 6    | Dzmitry Lazouski              | Bielorussia |
| 7    | Jorgen Brendengen Krogsaetter | Norvegia    |
| 8    | Tuomas Harjula                | Finlandia   |
| 9    | Alex Cisar                    | Russia      |
| 10   | Sebastian Stalder             | Svizzera    |

23 febbraio

##### Staffetta 3x7,5 km
| Pos. | Nazione     | Atleti                                                            |
| ---- | ----------- | ----------------------------------------------------------------- |
| 1    | Norvegia    | Jorgen Brendengen Krogsaetter Vebjørn Sørum Sivert Guttorm Bakken |
| 2    | Russia      | Alexander Mjakonki Ilja Nowopaschin Said Chalili                  |
| 3    | Bielorussia | Kiryl Zjuryn Ilya Auseyenka Dzmitry Lazouski                      |
| 4    | Italia      | Patrick Braunhofer Peter Tumler Cedric Christille                 |
| 5    | Svizzera    | Robin Favre Niklas Hartweg Sebastian Stalder                      |

27 febbraio

#### Categoria "Juniores"

##### Sprint 10 km
| Pos. | Atleta           | Nazione     |
| ---- | ---------------- | ----------- |
| 1    | Igor Malinovski  | Russia      |
| 2    | Kirill Strelzov  | Russia      |
| 3    | Roman Jeremin    | Kazakistan  |
| 4    | Anton Smol'ski   | Bielorussia |
| 5    | David Sable      | Germania    |
| 6    | Milan Zemlicka   | Rep. Ceca   |
| 7    | Nikita Poršnev   | Russia      |
| 8    | Sindre Pettersen | Norvegia    |
| 9    | Hugo Rivail      | Francia     |
| 10   | Anton Dudchenko  | Ucraina     |

25 febbraio

##### Inseguimento 12,5 km
| Pos. | Atleta           | Nazione     |
| ---- | ---------------- | ----------- |
| 1    | Igor Malinovski  | Russia      |
| 2    | Sindre Pettersen | Norvegia    |
| 3    | Anton Smol'ski   | Bielorussia |
| 4    | Kirill Strelzov  | Russia      |
| 5    | Milan Zemlicka   | Rep. Ceca   |
| 6    | Roman Jeremin    | Kazakistan  |
| 7    | Nikita Poršnev   | Russia      |
| 8    | Nikita Lobastov  | Russia      |
| 9    | David Sable      | Germania    |
| 10   | Morgan Lamure    | Francia     |

26 febbraio

##### Individuale 15 km
| Pos. | Atleta           | Nazione   |
| ---- | ---------------- | --------- |
| 1    | Sindre Pettersen | Norvegia  |
| 2    | David Sable      | Germania  |
| 3    | Nikita Lobastov  | Russia    |
| 4    | Michael Trieb    | Austria   |
| 5    | Ingus Deksnis    | Lettonia  |
| 6    | Kirill Strelzow  | Russia    |
| 7    | Patrick Jakob    | Austria   |
| 8    | Tero Seppälä     | Finlandia |
| 9    | Milan Zemlicka   | Rep. Ceca |
| 10   | Anton Dudchenko  | Ucraina   |

23 febbraio

##### Staffetta 4x7,5 km
| Pos. | Nazione   | Atleti                                                                         |
| ---- | --------- | ------------------------------------------------------------------------------ |
| 1    | Russia    | Nikita Lobastow Igor Malinowski Nikita Poršnev Kirill Strelzow                 |
| 2    | Norvegia  | Dag Sander Bjørndalen Johannes Dale Aleksander Fjeld Andersen Sindre Pettersen |
| 3    | Germania  | Justus Strelow Danilo Riethmüller Dominik Schmuck David Zobel                  |
| 4    | Rep. Ceca | Ondrej Santora Jakub Prochazka Jakub Štvrtecký Milan Zemlicka                  |
| 5    | Finlandia | Jaakko Ranta Vili Sormunen Tuukka Invenius Tero Seppälä                        |

28 febbraio

### Donne

#### Categoria "Giovani"

##### Sprint 6 km
| Pos. | Atleta                   | Nazione   |
| ---- | ------------------------ | --------- |
| 1    | Irene Lardschneider      | Italia    |
| 2    | Anna Gandler             | Austria   |
| 3    | Samuela Comola           | Italia    |
| 4    | Tais Vozelj              | Slovenia  |
| 5    | Joanna Jakiela           | Polonia   |
| 6    | Kristina Yegorova        | Russia    |
| 7    | Marthe Kråkstad Johansen | Norvegia  |
| 8    | Milena Todorowa          | Bulgaria  |
| 9    | Heidi Nikkinen           | Finlandia |
| 10   | Khrystyna Dmytrenko      | Ucraina   |

26 febbraio

##### Inseguimento 7,5 km
| Pos. | Atleta                   | Nazione     |
| ---- | ------------------------ | ----------- |
| 1    | Irene Lardschneider      | Italia      |
| 2    | Lou Jeanmonnot           | Francia     |
| 3    | Samuela Comola           | Italia      |
| 4    | Chloe Levins             | Stati Uniti |
| 5    | Khrystyna Dmytrenko      | Ucraina     |
| 6    | Maija Keraenen           | Finlandia   |
| 7    | Ekaterina Sannikowa      | Russia      |
| 8    | Anastassija Gorejewa     | Russia      |
| 9    | Marthe Kråkstad Johansen | Norvegia    |
| 10   | Milena Todorowa          | Bulgaria    |

24 febbraio

##### Individuale 10 km
| Pos. | Atleta              | Nazione     |
| ---- | ------------------- | ----------- |
| 1    | Lou Jeanmonnot      | Francia     |
| 2    | Kristina Yegorova   | Russia      |
| 3    | Elvira Öberg        | Svezia      |
| 4    | Ekaterina Sannikowa | Russia      |
| 5    | Irene Lardschneider | Italia      |
| 6    | Darja Ijeropes      | Bielorussia |
| 7    | Samuela Comola      | Italia      |
| 8    | Tereza Vinklárková  | Rep. Ceca   |
| 9    | Khrystyna Dmytrenko | Ucraina     |
| 10   | Milena Todorowa     | Bulgaria    |

22 febbraio

##### Staffetta 3x6 km
| Pos. | Nazione   | Atleti                                                     |
| ---- | --------- | ---------------------------------------------------------- |
| 1    | Russia    | Ekaterina Sannikowa Anastassija Gorejewa Kristina Jegorowa |
| 2    | Norvegia  | Marthe Kråkstad Johansen Marit Ishol Skogan Mari Wetterhus |
| 3    | Italia    | Samuela Comola Irene Lardschneider Martina Vigna           |
| 4    | Finlandia | Jenni Keränen Maija Keraenen Heidi Nikkinen                |
| 5    | Ucraina   | Lyubov Kypyachenkova Oksana Kovalenko Khrystyna Dmytrenko  |

27 febbraio

#### Categoria "Juniores"

##### Sprint 7,5 km
| Pos. | Atleta                     | Nazione     |
| ---- | -------------------------- | ----------- |
| 1    | Michela Carrara            | Italia      |
| 2    | Ingrid Landmark Tandrevold | Norvegia    |
| 3    | Myrtille Bègue             | Francia     |
| 4    | Simone Kupfner             | Austria     |
| 5    | Karoline Erdal             | Norvegia    |
| 6    | Simona Marikova            | Rep. Ceca   |
| 7    | Urška Poje                 | Slovenia    |
| 8    | Julia Simon                | Francia     |
| 9    | Darja Blaschko             | Bielorussia |
| 10   | Julia Schwaiger            | Austria     |

25 febbraio

##### Inseguimento 10 km
| Pos. | Atleta                     | Nazione    |
| ---- | -------------------------- | ---------- |
| 1    | Valeria Vasnezova          | Russia     |
| 2    | Michela Carrara            | Italia     |
| 3    | Ingrid Landmark Tandrevold | Norvegia   |
| 4    | Anna Weidel                | Germania   |
| 5    | Julia Simon                | Francia    |
| 6    | Myrtille Bègue             | Francia    |
| 7    | Niklas Hartweg             | Svizzera   |
| 8    | Denis Taštimerov           | Russia     |
| 9    | Mikuláš Karlík             | Rep. Ceca  |
| 10   | Tomáš Sklenárik            | Slovacchia |

26 febbraio

##### Individuale 12,5 km
| Pos. | Atleta                     | Nazione     |
| ---- | -------------------------- | ----------- |
| 1    | Megan Bankes               | Canada      |
| 2    | Julia Schwaiger            | Austria     |
| 3    | Anna Weidel                | Germania    |
| 4    | Vanessa Voigt              | Germania    |
| 5    | Deborah Laffont            | Francia     |
| 6    | Janina Hettich             | Germania    |
| 7    | Hanna Sola                 | Bielorussia |
| 8    | Darja Blaschko             | Bielorussia |
| 9    | Julia Simon                | Francia     |
| 10   | Ingrid Landmark Tandrevold | Norvegia    |

23 febbraio

##### Staffetta 3x6 km
| Pos. | Nazione  | Atleti                                                  |
| ---- | -------- | ------------------------------------------------------- |
| 1    | Norvegia | Hilde Eide Karoline Erdal Ingrid Landmark Tandrevold    |
| 2    | Germania | Vanessa Voigt Sophia Schneider Anna Weidel              |
| 3    | Russia   | Kristina Rezcova Ekaterina Moschkowa Valerija Vasnecova |
| 4    | Austria  | Tamara Steiner Julia Schwaiger Simone Kupfner           |
| 5    | Francia  | Myrtille Bègue Caroline Colombo Julia Simon             |

28 febbraio

## Medagliere per nazioni
| Pos. | Nazione     | Oro | Argento | Bronzo | Totale |
| ---- | ----------- | --- | ------- | ------ | ------ |
| 1    | Russia      | 5   | 4       | 2      | 11     |
| 2    | Norvegia    | 3   | 4       | 2      | 9      |
| 3    | Italia      | 3   | 2       | 3      | 8      |
| 4    | Francia     | 3   | 1       | 1      | 5      |
| 5    | Canada      | 2   | 0       | 0      | 2      |
| 6    | Germania    | 0   | 2       | 4      | 6      |
| 7    | Austria     | 0   | 2       | 0      | 2      |
| 8    | Ucraina     | 0   | 1       | 0      | 1      |
| 9    | Bielorussia | 0   | 0       | 2      | 2      |
| 10   | Kazakistan  | 0   | 0       | 1      | 1      |
| 10   | Svezia      | 0   | 0       | 1      | 1      |